# تشارلز هارتويل
تشارلز هارتويل (بالإنجليزية: Charles Hartwell)‏ هو مبشر أمريكي، ولد في 19 ديسمبر 1825 في لينكولن في الولايات المتحدة، وتوفي في 30 يناير 1905 في فوزهو في الصين.